# Club Deportivo Universidad Católica (fútbol femenino)
La rama de fútbol femenino del Club Deportivo Universidad Católica es unas de las más importante de la institución. Radicada en la ciudad de Santiago, su fundación fue el año 2003, gestionada por Claudio López. Se desempeña en la Primera División Femenina.
El 2009 se integró a la Primera División Femenina, fundada el 2008. Su rival tradicional es Universidad de Chile y ambos equipos protagonizan el Clásico Universitario.

## Historia
Claudio López Espinoza es principal gestor de que exista una rama femenina en Universidad Católica. En el año 2003 comenzó un trabajo de formación con niñas entre diez y trece años. Tres años más tarde las jugadoras cruzadas obtienen el Torneo Octogonal del Country Club.
En el 2007 Católica se integra a la Liga LIFI y apenas un año más tarde sus jugadoras se consagran campeonas del Apertura y Clausura. En el Apertura se impuso con autoridad frente a Estadio Español y Escuela de Fútbol UC de Estación Central, por marcadores de 2:0 y 8:1 respectivamente.
En seguida vino un título en el Cuadrangular del Colegio Inglés de La Serena y un cierre de temporada excepcional con la mencionada corona del Clausura, tras un triunfo de 8:0 sobre Estadio Español.
Durante el año 2021 se creó la primera Comisión de Fútbol Femenino al interior del Club. Esta Comisión, cuyo principal objetivo era el desarrollar y fortalecer el Fútbol Femenino, fue conformada por el José María Buljubasic (Gerente Deportivo) , Nelson Parraguez (Gerente de Fútbol Formativo), Claudio López y miembros del Directorio de Cruzados. Un año más tarde, se crea la Subgerencia de Fútbol Femenino y queda al mando Helaine de Grange, exjugadora y capitana histórica de "la franja" para tomar el desafío de desarrollar el área y encaminar el Fútbol Femenino hacia la profesionalización.
Durante diciembre de 2022, se generó una polémica luego de que terminado el Torneo femenino 2022, la desvinculación de 15 jugadoras del plantel, quienes acusaron un ajuste de cuentas por parte de la directiva, luego de brindar apoyo público a la huelga del Sindicato de Trabajadores de Cruzados llevada a cabo en septiembre de 2022. Además, ciertas jugadoras acusaron favoritismo de la subgerenta de Grange, las cuales provenían de sus tiempos como futbolista del equipo,  dando trato privilegiado y regalías a su grupo cercano, entre los cuales se encontraría su pareja. Estos dichos fueron confirmados por Natalia Campos, exjugadora cruzada entre 2010 y 2019.

### Aportes a la selección
Universidad Católica se ha caracterizado de aportar constantemente jugadoras a las selecciones nacionales femeninas, es así como, 9 de sus jugadoras fueron convocadas para el Sudamericano de Brasil 2010,  constituyéndose en la base  de la Selección femenina de fútbol sub-17 de Chile que obtuvo la clasificación a la Copa Mundial 2010. Las elegidas fueron Carla Tejas, Laura Troncoso, Leticia Torres, Isabela Arellano, Isadora Cubillos, Iona Rothfeld, Fernanda Pinilla, Francisca Moroso y María José Urrutia. Si bien esta ha sido la selección en la que mayor número de jugadoras cruzadas han sido convocadas, las jugadoras de la franja han representado al país en los sudamericanos sub-20 (3) y sub-17(6) de 2012 y en los últimos Juegos Panamericanos (2).

En el Sudamericano Sub-17 disputado en Paraguay, participaron la arquera Amanda Braña y la delantera Catalina Carrillo. Por su parte, en la preselección Sub-20, que se preparó para el Sudamericano que se disputaría en 2014, estuvieron Josefa Alvear, Isidora Hernández, Naiara Kapstein, Leticia Torres, Tess Strellnauer y Macarena Errázuriz.

## Recinto deportivo

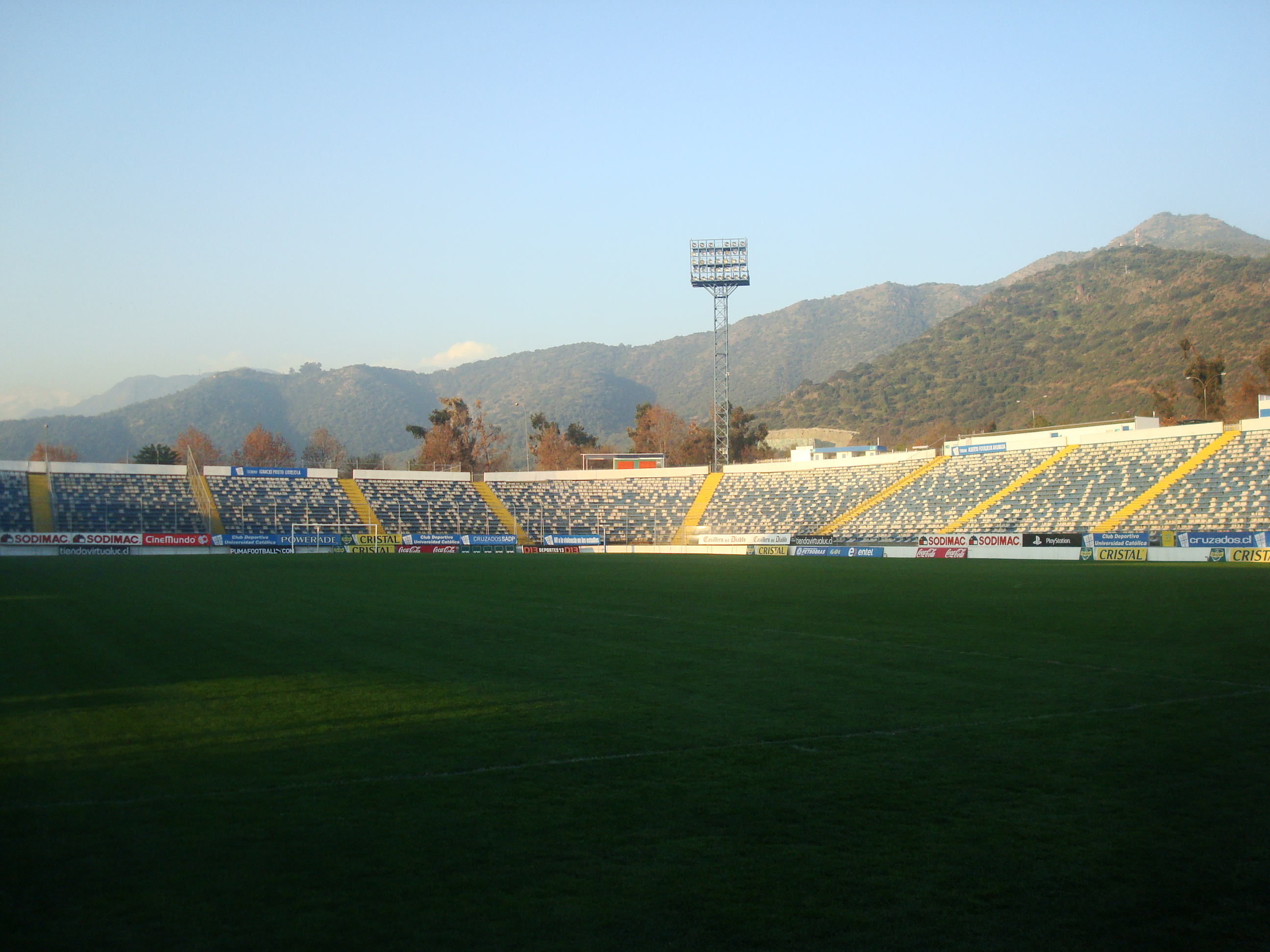
Estadio San Carlos de Apoquindo.

La rama de fútbol femenino realiza algunos partidos en el Estadio San Carlos de Apoquindo, sin embargo la mayoría de sus partidos se realizan en el Complejo de Fútbol Raimundo Tupper Lyon, fundado en 1981 y ubicado en el Complejo San Carlos de Apoquindo. El complejo cuenta con un gimnasio para la preparación de todas las categorías del fútbol de Universidad Católica, las oficinas administrativas y deportivas de Cruzados SADP y la Casa Cruzada «Mario Livingstone». Las tres canchas del complejo son con superficie sintética de nivel FIFA Quality Pro.

## Datos del club
- Temporadas en Primera División Femenino: 12 (2009 - presente)
- Debut en Primera División Femenino: Campeonato Nacional 2009.
- Mejor puesto en la liga: Semifinalista en Apertura 2013.
- Mejor puesto en Copa Chile: Sin datos.
- Peor puesto en la liga: 10° en A2015.
- Mejor puesto en Sub 19: Campeón en A2023 y C2023
- Mejor puesto en Sub 16: Campeón en C2022

## Jugadoras

### Altas 2025
| Jugadora         | Posición      | Procedencia      | Tipo |
| ---------------- | ------------- | ---------------- | ---- |
| Javiera Díaz     | Portera       | Colo-Colo        |      |
| Fernanda Ramírez | Defensa       | Colo-Colo        |      |
| Ámbar Figueroa   | Mediocampista | Santiago Morning |      |
| Sofía Hartard    | Mediocampista | Santiago Morning |      |
| Nicol Sanhueza   | Delantera     | Colo-Colo        |      |

### Bajas 2025
| Jugadora             | Posición      | Destino                     | Tipo |
| -------------------- | ------------- | --------------------------- | ---- |
| Constanza Barrientos | Portera       | Magallanes                  |      |
| Paz Cárdenas         | Portera       | Audax Italiano              |      |
| Macarena Ávila       | Defensa       | Banfield                    |      |
| Marielle de Souza    | Defensa       | Bandera de ?                |      |
| Emilia Pastrián      | Mediocampista | Santiago Morning            |      |
| Agustina Riquelme    | Mediocampista | Bandera de ?                |      |
| Antonia Aguilar      | Mediocampista | Magallanes                  |      |
| Camila Guzmán        | Mediocampista | Gimnasia y Esgrima La Plata |      |
| Yamila Pérez         | Delantera     | Unión Española              |      |
| Thiare Parraguez     | Delantera     | Cobresal                    |      |

## Palmarés

### Torneos locales
| Torneos de ligas independientes                | Torneos de ligas independientes |
| Competición                                    | Títulos                         |
| ---------------------------------------------- | ------------------------------- |
| Campeonato Lifi (2/0)                          | 2008-A, 2008-C.                 |
| Torneo Octogonal Country Club (1/0)            | 2006                            |
| Cuadrangular Colegio Inglés de La Serena (1/0) | 2008                            |

### Fútbol formativo
| Torneos nacionales oficiales | Torneos nacionales oficiales | Torneos nacionales oficiales |
| Competición                  | Títulos                      | Subcampeonatos               |
| ---------------------------- | ---------------------------- | ---------------------------- |
| Categoría Sub-19 (3/0)       | 2023-A, 2023-C, 2024-A.      |                              |
| Categoría Sub-16 (1/3)       | 2022-C.                      | 2023-C, 2024-A, 2024-C       |